# Al-Hilal Club (Omdurman)

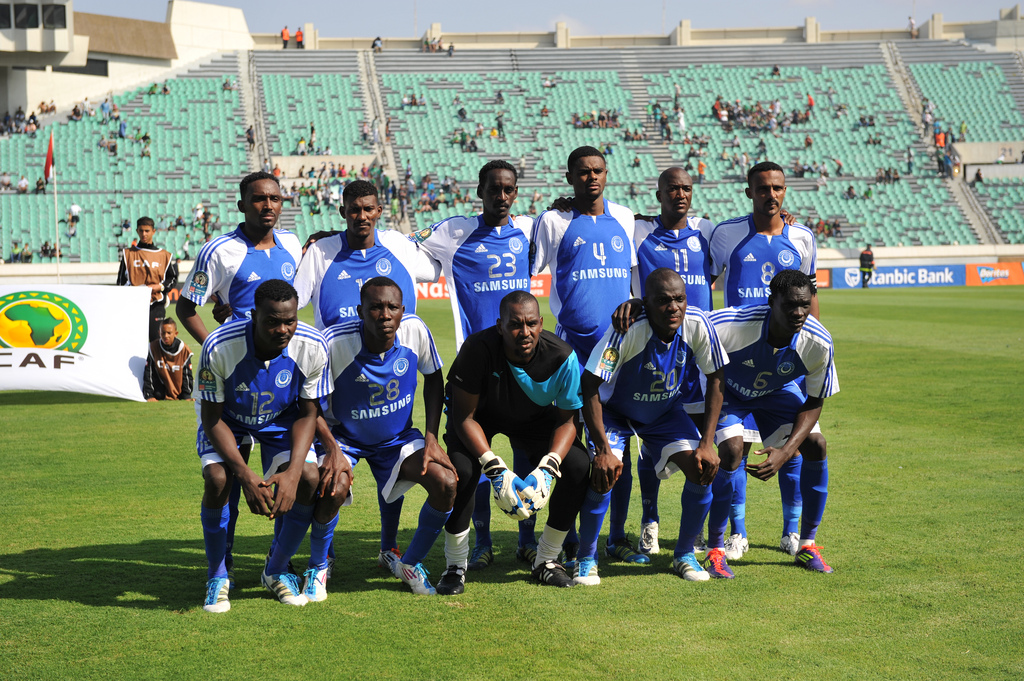
Team van 2011-2012

Al-Hilal Club is een Soedanese voetbalclub uit Omdurman.

## Palmares
- Landskampioen (30)
  - 1962, 1964, 1965, 1966, 1967, 1981, 1983, 1984, 1986, 1987, 1988, 1989, 1991, 1992, 1994, 1995, 1996, 1998, 1999, 2003, 2004, 2005, 2006, 2007, 2009, 2010, 2012, 2014, 2016, 2017, 2020/21, 2021/22, 2024
- Beker van Soedan
  - 1977, 1993, 2000, 2004
- Afrikaanse beker der kampioenen
  - Finalist: 1987, 1992
- Arabische Beker der Bekerwinnaars
  - Finalist: 2001